# Bakuchiol
Le bakuchiol est un méroterpène (un composé chimique possédant une structure partiellement terpénoïde) de la classe des terpénophénols.

## Origine, propriétés
Il a été isolé pour la première fois en 1966 par Mehta et al. des graines de Psoralea corylifolia (en) et fut appelé bakuchiol d'après le nom sanskrit bakuchi de la plante. Le bakuchiol est principalement obtenu des graines de la plante Psoralea corylifolia,,, qui est couramment utilisé dans la médecine traditionnelle indienne et chinoise afin de traiter différentes pathologies. Il a également pu être isolé d'autres plantes, comme la P. grandulosa,, la P. drupaceae, l'Ulmus davidiana, l'Otholobium pubescens, la Piper longum et l'Aerva sangulnolenta Blum.
Bien que la première synthèse complète du bakuchiol ait été décrite en 1973, sa première utilisation en application topique n'a eu lieu qu'en 2007 lorsqu'il a été introduit sur le marché sous le nom de marque Sytenol A par Sytheon Ltd.
Une activité anti-cancéreuse a été décrite dans des modèles pré-cliniques, pouvant être liée à sa structure proche de celle du resvératrol. Une étude sur les rats a montré que le bakuchiol et l'éthanol extraits de la plante médicinale chinoise Psoralea Corylifolia pouvait avoir un effet protecteur contre l'ostéoporose.
Le bakuchiol possède des propriétés antioxydantes,, anti-inflammatoires, et anti-bactériennes . Le bakuchiol isolé de la plante P. corylifolia a démontré une activité contre de nombreuses bactéries buccales à gram positif et négatif. Il a ainsi inhibé la croissance de Streptococcus mutans selon différentes concentrations de sucrose, de pH et en présence d'acides organiques en fonction du temps.
Bien qu'il n'ait aucune similarité structurelle avec le rétinol, le bakuchiol présente une analogie fonctionnelle avec le rétinol grâce à une régulation de l'expression génique similaire entre le rétinol et le bakuchiol. En 2018, une étude randomisée en double aveugle avec 44 volontaires a démontré que le bakuchiol était comparable au rétinol au niveau de son efficacité contre le photovieillissement (en) (rides, hyperpigmentations) mais que le bakuchiol a une meilleure tolérance cutanée.